# Paramecium tetraurelia
Paramecium tetraurelia es un organismo unicelular ciliado de amplia distribución y vida libre en agua dulce, descrito por Schein, Colombini y Finkelstein en 1976.
Tiene gran tamaño (~120 μm) y muestra un eje anteroposterior permanente y una clara asimetría izquierda-derecha.
La organización celular es compleja, con dos tipos de núcleos, un  micronúcleo de la línea germinal y un macronúcleo somático. 
Su genoma tiene un tamaño aproximado de 87 Mb y se calcula que tiene 39.642 genes que codifican proteínas.

## Estructura
Paramecium tetraurelia es un protista eucariota unicelular grande de 117-137 micrómetros (μm) de longitud y 31-41 μm de ancho. 
La organización extracelular muestra una polarización clara, con un eje anteroposterior permanente y una clara asimetría izquierda-derecha.

Los patrones corticales muestran una disposición regular de miles de cilios, que se extienden desde la región anterior a la posterior del cuerpo.

La organización intracelular es compleja, presentan dimorfismo nuclear, caracterizado por la separación de la línea germinal de la línea somática, con dos tipos de núcleos, dos micronúcleos para la línea germinal y un macronúcleo para la información genética somática.

### Estructura ciliar

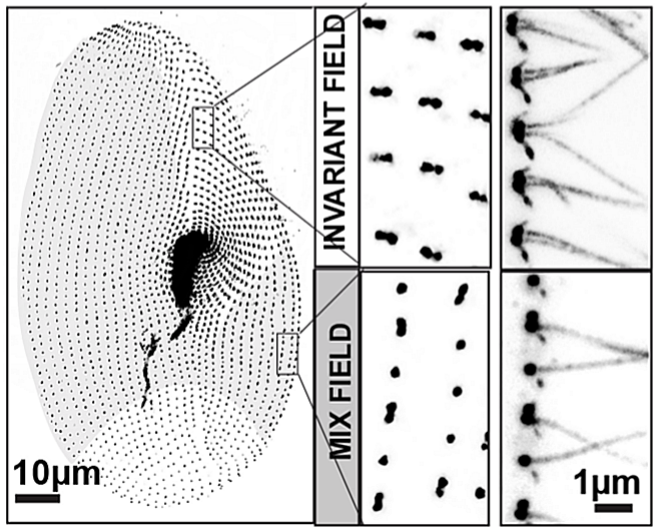
Distribución de los
cilios en sectores de P. tetraurelia, esquema (izquierda). Campos "invariante" y "mix" muy aumentados (centro). Cuerpos basales en cotre transversal (derecha).

P. tetraurelia tiene en su superficie alrededor de 4.000 cilios móviles que se localizan en filas llamadas cinetias. Las cinetias se encuentran en número de 91-97 dispuestas longitudinalmente desde el extremo anterior al posterior del cuerpo. 
La mayoría de estos cilios sensoriales son móviles y están involucrados en dos funciones principales: la alimentación y la locomoción. Estos cilios son heterogéneos, tanto en su longitud como en sus propiedades moleculares.

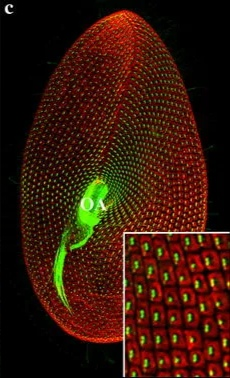
Distribución de Cuerpos basales en la región cortical invariante: en el recuadro son los puntos dobles en verde. Microscopio confocal.

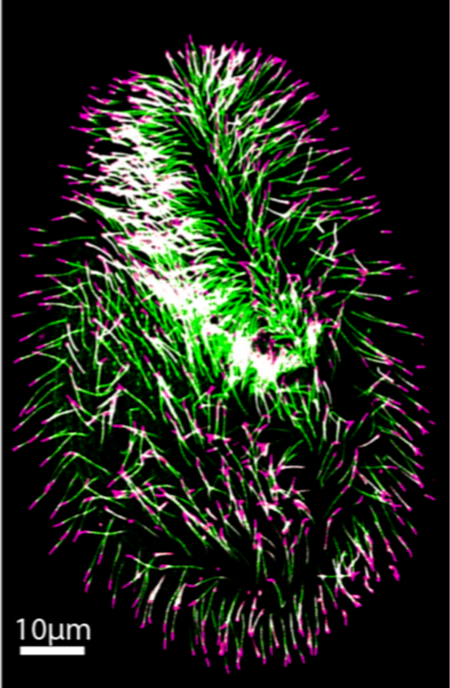
Cilios con inmunotinción para tres proteínas en P.tetraurelia. Microscopio confocal.

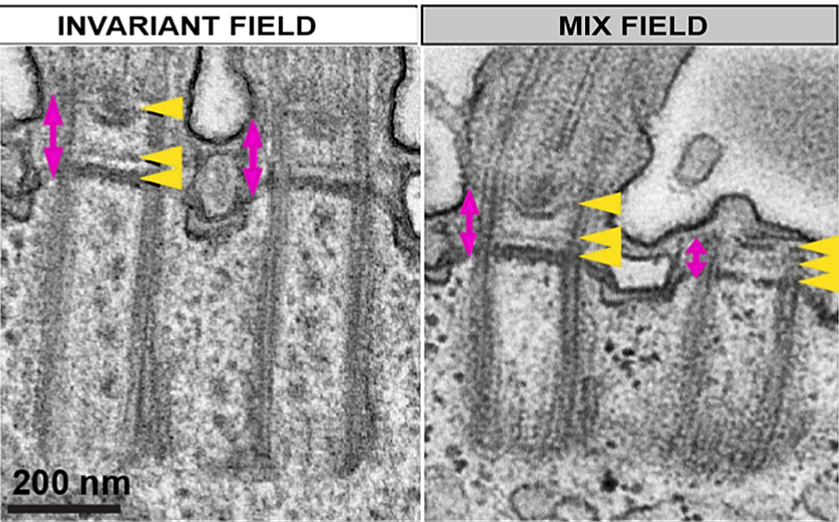
Cilios, zona de transición (TZ) y Cuerpos basales. La zona de transición (TZ) está indicada por la flecha de doble punta en fucsia.

El cuarto anterior o la mitad anterior de la superficie de P. tetraurelia, presenta mayor densidad de cilios que otras partes de la célula. En el polo posterior de la célula, hay pocos cilios que son inmóviles y más largos. Los cilios móviles brotan desde hileras longitudinales de cuerpos basales (BB) anclados en la membrana plasmática.
La superficie cortical de P. tetraurelia está organizada en unidades repetitivas aproximadamente rectangulares, delimitadas por crestas y con uno o dos cilios que surgen de la depresión entre las crestas.

La parte anterior de una célula de P. tetraurelia, muestra unidades corticales con dos cuerpos basales (BB) ciliados, y es llamado "campo invariante", mientras que la parte posterior muestra unidades con un solo cuerpo basal.
En el medio de ambas el "campo mixto" de la superficie de P. tetraurelia, muestra unidades con uno o dos cuerpos basales (BB). En este caso, ambos BB están anclados en la superficie celular, pero solamente el BB posterior es ciliado.
En la base de cada cilio se encuentra el cuerpo basal, un centríolo modificado, con sus raíces asociadas. La capa cortical está organizada en unidades aproximadamente rectangulares, delimitadas por crestas y con uno o dos cilios que surgen de la depresión entre las crestas.
Cada cilio consta de 3 regiones estructurales: un cuerpo basal (BB) en su parte proximal, un axonema compuesto por 9 dobletes de microtúbulos cubiertos por la membrana ciliar en la parte distal y entre ambas una zona de transición (TZ).

Los cuerpos basales están anclados bajo la superficie celular e incrustados en una capa citoesquelética superficial, el epiplasma, que divide la superficie celular en unidades corticales.
Todos los cuerpos basales tienen estructura similar, pero su longitud varía entre 330-600 nm dependiendo del sector que ocupan en la corteza celular.
La zona de transición (TZ) se caracteriza por: 1)conectores en forma de Y que conectan los dobletes de microtúbulos del axonema a la membrana ciliar, los llamados enlaces Y, y 2) las fibras de arquitectura consta de 3 regiones estructurales: cuerpo basal (BB) en su parte proximal, el axonema compuesto por 9 dobletes de microtúbulos cubiertos por la membrana ciliar en la parte distal y en el medio, y la zona de transición (TZ). 

Paramecium muestra una organización precisa de cuerpos basales (BB) y cilios. En  la zona de transmisión (TZ) muestra 3 placas: la placa terminal (proximal), la placa intermedia y la placa axosómica (distal), que aparece adyacente al collar ciliar.

### Núcleos
P. tetraurelia presenta dimorfismo nuclear caracterizado por la separación de la línea germinal de la línea somática. Contiene dos tipos de núcleos: 2 núcleos pequeños llamados "micronúcleos" y un núcleo grande el "macronúcleo". El micronúcleo (MIC) contiene la línea germinal y el macronúcleo (MAC) almacena la información somática. Estos núcleos se diferencian desde el núcleo cigótico, después de la fertilización.

## Reproducción
Paramecium tetraurelia pertenece a un complejo de especies crípticas, que han demostrado estar aisladas reproductivamente. Los niveles de diversidad genética encontrados en el núcleo celular son evidentes, dentro de los grupos de cepas de  P. aurelia que son compatibles.
La reproducción es sexual en P. tetraurelia, inicia cuando dos células reactivas del tipo de apareamiento complementario se tocan, se adhieren mediante sus proteínas de apareamiento e inician la conjugación. Las células alinean sus caras ventrales para unir sus conos parorales; la fusión celular ocurre en este sitio, formando el puente de conjugación.

La reproducción sexual se caracteriza por una complicada "danza de los núcleos" llamada reorganización nuclear (NR). Este proceso lleva a la formación de nuevos macronúcleos y micronúcleos, y a la reabsorción del macronúcleo antiguo.
Los ejes de los husos de la segunda división son paralelos al eje largo de la célula, colocando dos núcleos en la parte anterior de la célula y dos núcleos en la punta posterior de la célula. Los núcleos anteriores se convertirán en nuevos micronúcleos y los núcleos posteriores se diferenciarán en nuevos macronúcleos. Durante el desarrollo del macronúcleo somático ocurren reordenamientos del genoma. Los casos conocidos de herencia no mendeliana, es mediada por control epigenético, por mecanismos dependientes de la homología mediada por ARN.

## Alimentación
P. tetraurelia se alimenta de bacterias, algas, levaduras y ocasionalmente de  protozoos de menor tamaño.
Para ello se intensifica el movimiento de los cilios situados cerca y dentro del citostoma (boca) creándose de esta manera una corriente de agua y partículas hacia su interior. Las partículas de alimento se van acumulando en la citofaringe y cuando hay suficiente cantidad se genera una vacuola digestiva.